# 2Wish
2Wish è una miniserie thailandese, a tematica omosessuale, composta da 2 episodi andati in onda dal 21 al 24 novembre 2019. Essa è un sequel-spin off della serie ReminderS.

## Trama
Dopo la laurea Two e Wish sono fidanzati e vivono assieme ma nonostante ciò devono affrontare diversi problemi: Two è il direttore artistico di una piccola azienda pubblicitaria e deve creare una campagna marketing per la crema solare di un'emergente blogger, di nome Aeoy, mentre Wish è alla ricerca di un lavoro. A causa del suo impiego Two si trova a passare molto tempo con Aeoy e ciò causa le gelosie di Wish. 

## Personaggi

### Principali
- Two, interpretato da Phiravich Attachitsataporn
- Wish, interpretato da Rathavit Kijworaluk

### Secondari
- Art, interpretato da Surat Permpoonsavat
- Aeoy, interpretata da JingJing Varitsara Yu

### Guest Role
- Pin, interpretato da Tanapon Sukhumpantanasan
- Napat Na Ranong